# Tour de France 2013 – 10. etap
10. etap kolarskiego wyścigu Tour de France 2013 odbył się 9 lipca. Start etapu miał miejsce w miejscowości Saint-Gildas-des-Bois, zaś meta w Saint-Malo. Etap liczył 197 kilometrów.
Zwycięzcą etapu został Marcel Kittel. Drugie miejsce zajął André Greipel, a trzecie Mark Cavendish.

## Premie
| Rodzaj | Rodzaj           | Miejscowość / Miejsce | Kilometry (od startu) | Kilometry (do mety) |
| ------ | ---------------- | --------------------- | --------------------- | ------------------- |
|        | Lotna            | Le Hinglé             | 127,5                 | 69,5                |
|        | Górska (IV kat.) | Côte de Dinan         | 142,0                 | 55,0                |

### Wyniki na premiach
| Lotna – Le Hinglé | Lotna – Le Hinglé            | Lotna – Le Hinglé | Lotna – Le Hinglé | Lotna – Le Hinglé |
| Msc.              | Zawodnik                     | Zespół            | Punkty            |                   |
| ----------------- | ---------------------------- | ----------------- | ----------------- | ----------------- |
| 1.                | Luis Ángel Maté Mardones     | COF               | 20                |                   |
| 2.                | Lieuwe Westra                | VCD               | 17                |                   |
| 3.                | Julien Simon                 | SOJ               | 15                |                   |
| 4.                | Jérôme Cousin                | EUC               | 13                |                   |
| 5.                | Juan José Oroz Ugalde        | EUS               | 11                |                   |
| 6.                | André Greipel                | LTB               | 10                |                   |
| 7.                | Peter Sagan                  | CAN               | 9                 |                   |
| 8.                | Mark Cavendish               | OPQ               | 8                 |                   |
| 9.                | Juan Antonio Flecha Giannoni | VCD               | 7                 |                   |
| 10.               | José Joaquín Rojas Gil       | MOV               | 6                 |                   |
| 11.               | Fabio Sabatini               | CAN               | 5                 |                   |
| 12.               | Maciej Bodnar                | CAN               | 4                 |                   |
| 13.               | Thomas De Gendt              | VCD               | 3                 |                   |
| 14.               | Sylvain Chavanel             | OPQ               | 2                 |                   |
| 15.               | Ian Stannard                 | SKY               | 1                 |                   |

| Górska – Côte de Dinan | Górska – Côte de Dinan | Górska – Côte de Dinan | Górska – Côte de Dinan | Górska – Côte de Dinan |
| Msc.                   | Zawodnik               | Zespół                 | Punkty                 |                        |
| ---------------------- | ---------------------- | ---------------------- | ---------------------- | ---------------------- |
| 1.                     | Lieuwe Westra          | VCD                    | 1                      |                        |

## Wyniki etapu
| Msc. | Zawodnik                     | Państwo         | Zespół                     | Czas       | Punkty |
| ---- | ---------------------------- | --------------- | -------------------------- | ---------- | ------ |
| 1.   | Marcel Kittel                | Niemcy          | Team Argos-Shimano         | 4h 53' 25” | 20     |
| 2.   | André Greipel                | Niemcy          | Lotto-Belisol              | + 0"       | 17     |
| 3.   | Mark Cavendish               | Wielka Brytania | Omega Pharma-Quick Step    | + 0"       | 15     |
| 4.   | Peter Sagan                  | Słowacja        | Cannondale                 | + 0"       | 13     |
| 5.   | William Bonnet               | Francja         | FDJ.fr                     | + 0"       | 11     |
| 6.   | Alexander Kristoff           | Norwegia        | Katusha Team               | + 0"       | 10     |
| 7.   | Samuel Dumoulin              | Francja         | Ag2r-La Mondiale           | + 0"       | 9      |
| 8.   | Kévin Réza                   | Francja         | Team Europcar              | + 0"       | 8      |
| 9.   | Danny van Poppel             | Holandia        | Vacansoleil-DCM            | + 0"       | 7      |
| 10.  | José Joaquín Rojas Gil       | Hiszpania       | Movistar Team              | + 0"       | 6      |
| 11.  | Matthew Harley Goss          | Australia       | Orica GreenEDGE            | + 0"       | 5      |
| 12.  | Greg Henderson               | Nowa Zelandia   | Lotto-Belisol              | + 0"       | 4      |
| 13.  | Yohann Gène                  | Francja         | Team Europcar              | + 0"       | 3      |
| 14.  | Cyril Lemoine                | Francja         | Sojasun                    | + 0"       | 2      |
| 15.  | Juan Antonio Flecha Giannoni | Hiszpania       | Vacansoleil-DCM            | + 0"       | 1      |
| 16.  | Julien El Fares              | Francja         | Sojasun                    | + 0"       | —      |
| 17.  | Roberto Ferrari              | Włochy          | Lampre-Merida              | + 0"       | —      |
| 18.  | Egoitz García Echeguibel     | Hiszpania       | Cofidis, Solutions Crédits | + 0"       | —      |
| 19.  | Tom Dumoulin                 | Holandia        | Team Argos-Shimano         | + 0"       | —      |
| 20.  | Arnold Jeannesson            | Francja         | FDJ.fr                     | + 0"       | —      |
| 21.  | Cadel Evans                  | Australia       | BMC Racing Team            | + 0"       | —      |
| 22.  | Wout Poels                   | Holandia        | Vacansoleil-DCM            | + 0"       | —      |
| 23.  | Michał Kwiatkowski           | Polska          | Omega Pharma-Quick Step    | + 0"       | —      |
| 24.  | Chris Froome                 | Wielka Brytania | Sky Procycling             | + 0"       | —      |
| 25.  | Alejandro Valverde           | Hiszpania       | Movistar Team              | + 0"       | —      |
| 26.  | Ian Stannard                 | Wielka Brytania | Sky Procycling             | + 0"       | —      |
| 27.  | Edvald Boasson Hagen         | Norwegia        | Sky Procycling             | + 0"       | —      |
| 28.  | Roman Kreuziger              | Czechy          | Team Saxo-Tinkoff          | + 0"       | —      |
| 29.  | Juan José Lobato             | Hiszpania       | Euskaltel-Euskadi          | + 0"       | —      |
| 30.  | Jakob Fuglsang               | Dania           | Astana Pro Team            | + 0"       | —      |

## Klasyfikacje po etapie

### Klasyfikacja generalna
| Msc. | Zawodnik                   | Państwo         | Zespół                  | Czas        |
| ---- | -------------------------- | --------------- | ----------------------- | ----------- |
|      | Chris Froome               | Wielka Brytania | Sky Procycling          | 41h 52' 43" |
| 2.   | Alejandro Valverde         | Hiszpania       | Movistar Team           | + 1' 25"    |
| 3.   | Bauke Mollema              | Holandia        | Belkin Pro Cycling      | + 1' 44"    |
| 4.   | Laurens ten Dam            | Holandia        | Belkin Pro Cycling      | + 1' 50"    |
| 5.   | Roman Kreuziger            | Czechy          | Team Saxo-Tinkoff       | + 1' 51"    |
| 6.   | Alberto Contador           | Hiszpania       | Team Saxo-Tinkoff       | + 1' 51"    |
| 7.   | Nairo Quintana             | Kolumbia        | Movistar Team           | + 2' 02"    |
| 8.   | Daniel Martin              | Irlandia        | Garmin-Sharp            | + 2' 28"    |
| 9.   | Joaquim Rodríguez Oliver   | Hiszpania       | Katusha Team            | + 2' 31"    |
| 10.  | Rui Alberto Faria da Costa | Portugalia      | Movistar Team           | + 2' 45"    |
| 11.  | Mikel Nieve Iturralde      | Hiszpania       | Euskaltel-Euskadi       | + 2' 55"    |
| 12.  | Jakob Fuglsang             | Dania           | Astana Pro Team         | + 3' 07"    |
| 13.  | Michał Kwiatkowski         | Polska          | Omega Pharma-Quick Step | + 3' 25"    |
| 14.  | Jean-Christophe Péraud     | Francja         | Ag2r-La Mondiale        | + 3' 29"    |
| 15.  | Andy Schleck               | Luksemburg      | RadioShack-Leopard      | + 4' 00"    |
| 16.  | Cadel Evans                | Australia       | BMC Racing Team         | + 4' 36"    |
| 17.  | Michael Rogers             | Australia       | Team Saxo-Tinkoff       | + 6' 14"    |
| 18.  | Daniel Moreno Fernandez    | Hiszpania       | Katusha Team            | + 6' 16"    |
| 19.  | Igor Antón                 | Hiszpania       | Euskaltel-Euskadi       | + 6' 40"    |
| 20.  | Romain Bardet              | Francja         | Ag2r-La Mondiale        | + 7' 09"    |

### Klasyfikacja punktowa
| Msc. | Zawodnik                     | Państwo           | Zespół                  | Punkty |
| ---- | ---------------------------- | ----------------- | ----------------------- | ------ |
|      | Peter Sagan                  | Słowacja          | Cannondale              | 269    |
| 2.   | André Greipel                | Niemcy            | Lotto-Belisol           | 186    |
| 3.   | Mark Cavendish               | Wielka Brytania   | Omega Pharma-Quick Step | 166    |
| 4.   | Marcel Kittel                | Niemcy            | Team Argos-Shimano      | 132    |
| 5.   | Alexander Kristoff           | Norwegia          | Katusha Team            | 131    |
| 6.   | Michał Kwiatkowski           | Polska            | Omega Pharma-Quick Step | 90     |
| 7.   | Edvald Boasson Hagen         | Norwegia          | Sky Procycling          | 88     |
| 8.   | Danny van Poppel             | Holandia          | Vacansoleil-DCM         | 87     |
| 9.   | José Joaquín Rojas Gil       | Hiszpania         | Movistar Team           | 84     |
| 10.  | Juan Antonio Flecha Giannoni | Hiszpania         | Vacansoleil-DCM         | 80     |
| 11.  | Samuel Dumoulin              | Francja           | Ag2r-La Mondiale        | 60     |
| 12.  | Daryl Impey                  | Południowa Afryka | Orica GreenEDGE         | 56     |
| 13.  | Juan José Lobato             | Hiszpania         | Euskaltel-Euskadi       | 51     |
| 14.  | Thomas De Gendt              | Belgia            | Vacansoleil-DCM         | 48     |
| 15.  | Simon Gerrans                | Australia         | Orica GreenEDGE         | 47     |

### Klasyfikacja górska
| Msc. | Zawodnik              | Państwo           | Zespół            | Punkty |
| ---- | --------------------- | ----------------- | ----------------- | ------ |
|      | Pierre Rolland        | Francja           | Team Europcar     | 49     |
| 2.   | Chris Froome          | Wielka Brytania   | Sky Procycling    | 33     |
| 3.   | Richie Porte          | Australia         | Sky Procycling    | 28     |
| 4.   | Nairo Quintana        | Kolumbia          | Movistar Team     | 26     |
| 5.   | Mikel Nieve Iturralde | Hiszpania         | Euskaltel-Euskadi | 21     |
| 6.   | Alejandro Valverde    | Hiszpania         | Movistar Team     | 20     |
| 7.   | Simon Clarke          | Australia         | Orica GreenEDGE   | 15     |
| 8.   | Thomas De Gendt       | Belgia            | Vacansoleil-DCM   | 14     |
| 9.   | Peter Kennaugh        | Wielka Brytania   | Sky Procycling    | 14     |
| 10.  | Daniel Martin         | Irlandia          | Garmin-Sharp      | 13     |
| 11.  | Thomas Danielson      | Stany Zjednoczone | Garmin-Sharp      | 12     |
| 12.  | Blel Kadri            | Francja           | Ag2r-La Mondiale  | 12     |
| 13.  | Ryder Hesjedal        | Kanada            | Garmin-Sharp      | 12     |
| 14.  | Romain Bardet         | Francja           | Ag2r-La Mondiale  | 10     |
| 15.  | Bart De Clercq        | Belgia            | Lotto-Belisol     | 10     |

### Klasyfikacja młodzieżowa
| Msc. | Zawodnik               | Państwo           | Zespół                     | Czas         |
| ---- | ---------------------- | ----------------- | -------------------------- | ------------ |
|      | Nairo Quintana         | Kolumbia          | Movistar Team              | 41h 54' 45"  |
| 2.   | Michał Kwiatkowski     | Polska            | Omega Pharma-Quick Step    | + 1' 23"     |
| 3.   | Romain Bardet          | Francja           | Ag2r-La Mondiale           | + 5' 07"     |
| 4.   | Andrew Talansky        | Stany Zjednoczone | Garmin-Sharp               | + 9' 13"     |
| 5.   | Thibaut Pinot          | Francja           | FDJ.fr                     | + 31' 09"    |
| 6.   | Tejay van Garderen     | Stany Zjednoczone | BMC Racing Team            | + 32' 59"    |
| 7.   | Alexis Vuillermoz      | Francja           | Sojasun                    | + 33' 41"    |
| 8.   | Arthur Vichot          | Francja           | FDJ.fr                     | + 37' 47"    |
| 9.   | Tony Gallopin          | Francja           | RadioShack-Leopard         | + 41' 19"    |
| 10.  | Tom Dumoulin           | Holandia          | Team Argos-Shimano         | + 42' 37"    |
| 11.  | Jon Izaguirre Insausti | Hiszpania         | Euskaltel-Euskadi          | + 43' 01"    |
| 12.  | Alexandre Geniez       | Francja           | FDJ.fr                     | + 47' 53"    |
| 13.  | Peter Sagan            | Słowacja          | Cannondale                 | + 49' 59"    |
| 14.  | Peter Kennaugh         | Wielka Brytania   | Sky Procycling             | + 53' 49"    |
| 15.  | Rudy Molard            | Francja           | Cofidis, Solutions Crédits | + 1h 03' 59" |

### Klasyfikacja drużynowa
| Msc. | Zespół             | Państwo           | Czas         |
| ---- | ------------------ | ----------------- | ------------ |
|      | Movistar Team      | Hiszpania         | 124h 51' 44" |
| 2.   | Team Saxo-Tinkoff  | Dania             | + 4' 11"     |
| 3.   | Belkin Pro Cycling | Holandia          | + 5' 22"     |
| 4.   | Ag2r-La Mondiale   | Francja           | + 8' 07"     |
| 5.   | RadioShack-Leopard | Luksemburg        | + 14' 07"    |
| 6.   | Euskaltel-Euskadi  | Hiszpania         | + 14' 42"    |
| 7.   | Katusha Team       | Rosja             | + 20' 37"    |
| 8.   | BMC Racing Team    | Stany Zjednoczone | + 31' 12"    |
| 9.   | Garmin-Sharp       | Stany Zjednoczone | + 32' 10"    |
| 10.  | Team Europcar      | Francja           | + 44' 15"    |